# Rotmanteldrossel

Verbreitungsgebiet der Rotmanteldrossel

Die Rotmanteldrossel (Turdus rufopalliatus)  ist ein in Mexiko vorkommender Singvogel aus der Familie der Drosseln (Turdidae). Der Artname basiert auf den lateinischen Wörtern rufus („rot“) und palliatus („mit einem Mantel bekleidet“) und bezieht sich auf die Gefiederfärbung der Vögel.

## Merkmale
Die Rotmanteldrossel erreicht eine Körperlänge von ca. 26 Zentimetern, eine Flügelspannweite von rund 39 Zentimetern und ein Gewicht von 72 bis 85 Gramm. Farblich dominiert ein kräftiges Rotbraun, das sich auf Oberseite, Brust, Flanken und Armschwingen zeigt. Die Handschwingen sowie die Steuerfedern sind graubraun, Kopf und Nacken dunkelgrau. Die Kehle ist weiß und mit vielen schmalen schwarzen Streifen durchsetzt. Weibchen sind typischerweise etwas heller gefärbt als Männchen. Bei beiden Geschlechtern sind Schnabel und Augenring gelb, die Iris ist schwarz.

## Ähnliche Arten
Aufgrund der charakteristischen Gefiederzeichnung sowie des lokalen Vorkommens in Mexiko ist die Art im Grunde unverwechselbar. Die zur Überwinterung nach Mexiko ziehenden Wanderdrosseln (Turdus migratorius) unterscheiden sich maßgeblich durch die braunen Flügel, die meist kräftig rote Unterseite sowie die weißen Halbringe über und unter dem Auge.

## Verbreitung, Unterarten und Lebensraum
Die Rotmanteldrossel ist in Mexiko endemisch. Vereinzelt wurden wandernde Vögel im Süden der USA beobachtet, die dort jedoch keine stabilen Populationen aufbauen. Die bevorzugten Lebensräume der Rotmanteldrosseln sind gebüschreiche Grasflächen sowie lichte Wälder. Zuweilen sind sie auch in Parkanlagen oder auf landwirtschaftlich genutzten Flächen zu finden. Sie sind in Höhenlagen bis zu 1500 Metern anzutreffen. Es werden drei Unterarten geführt:
- Turdus rufopalliatus greysoni (Ridgway, 1882), Marias-Inseln, die Vögel dieser Unterart sind deutlich blasser gefärbt, als die Tiere auf dem Festland
- Turdus rufopalliatus interior Phillips, AR, 1991, Süd- und Zentralmexiko
- Turdus rufopalliatus rufopalliatus Lafresnaye, 1840, Westmexiko

## Lebensweise
Rotmanteldrosseln suchen überwiegend am Boden nach Nahrung, die in erster Linie aus Insekten und Würmern besteht. Zusätzlich werden Beeren und kleine Früchte als Ergänzung angenommen. Außerhalb der Brutsaison erscheinen sie oft in kleinen Gruppen. Der Gesang, der dem der Wanderdrossel ähnelt, wird aus Phrasen gebildet, die zumeist leise vorgetragen werden. Das tassenförmige Nest wird aus einer Grundlage von gehärtetem Schlamm mit einer weichen Vegetationsauflage vom Weibchen in einer Höhe zwischen einem und acht Metern in einem Baum oder Strauch angelegt. Ein Gelege besteht zumeist aus zwei bis vier Eiern. Das Weibchen bebrütet die Eier allein für ca. 14 Tage. Beide Elterntiere füttern die Jungvögel nach dem Schlüpfen. Die Jungvögel verlassen das Nest nach ca. 16 Tagen.

## Bestand und Gefährdung
Die Rotmanteldrossel ist in ihren Vorkommensgebieten nicht selten und wird von der Weltnaturschutzorganisation IUCN als „least concern = nicht gefährdet“ geführt.